# Кримськотатарська автономія

Національний прапор кримських татар.

Частка кримських татар у Криму згідно з Переписом населення 2001 року.

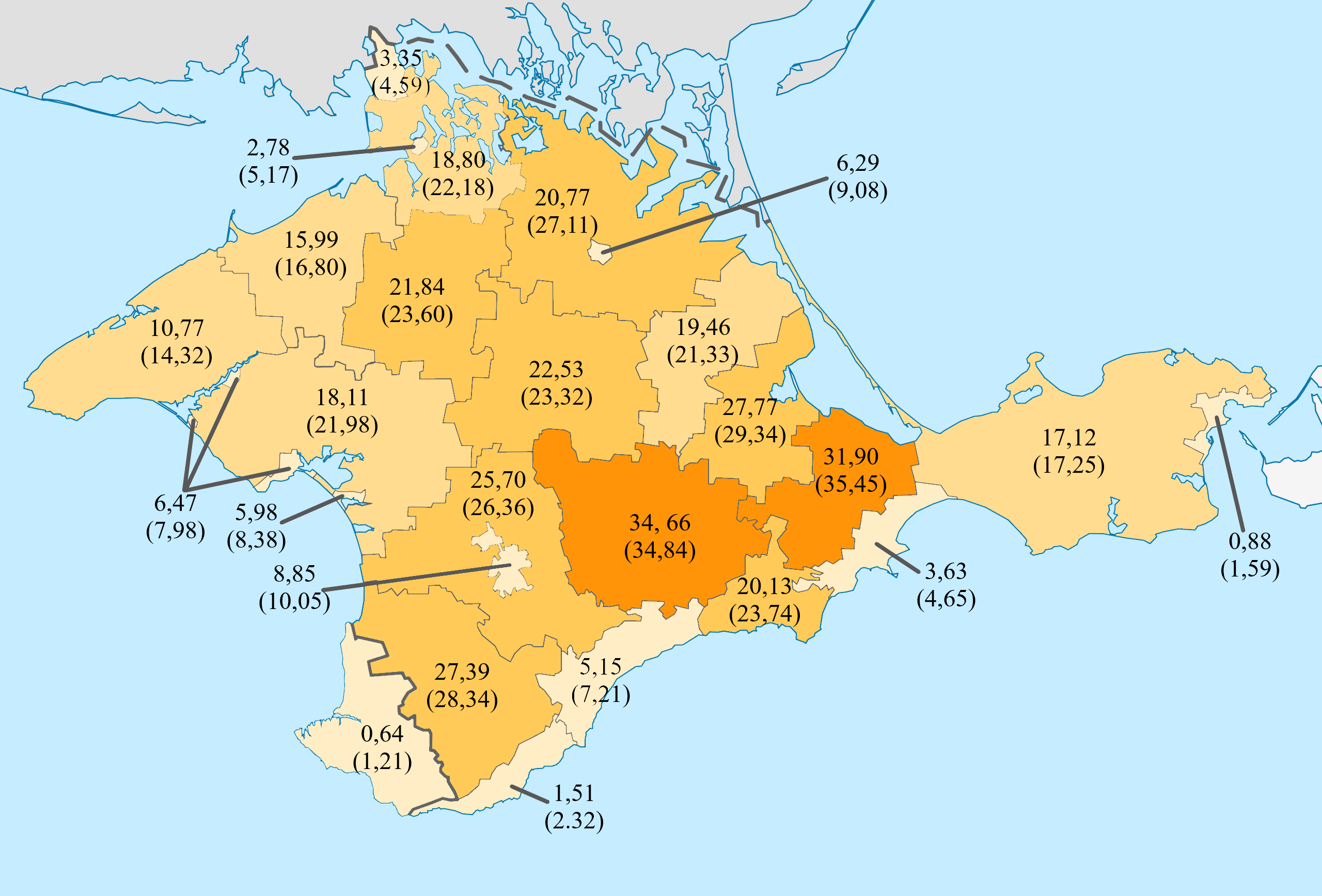
Частка кримських татар у Криму згідно з Російським переписом населення 2020 року.

Кримськотатарська автономія — концепція відновлення національно-територіальної автономії кримських татар у межах України замість територіальної Автономної Республіки Крим, яку було утворено в 1990-х роках з Кримської області під впливом російських іредентичних рухів, підживлюваних КДБ СРСР та пізніше ФСБ Росії, на межі розпаду СРСР за участі Юрія Мєшкова й командування Чорноморського флоту.
Після анексії Криму Росією в 2014 році розглядається як основний з-поміж інших варіантів подальшої долі півострову після його повернення.
До визнаної злочинною і незаконною депортації кримських татар 1944 року в Криму існувала національно-територіальна автономія кримських татар. Після їхнього повернення автономію так і не було відновлено.

## Питання статусу кримськотатарського народу
7 квітня 2017 року у Верховній Раді України було зареєстровано проєкт закону № 6315, який має визначити статус кримськотатарського народу. 
У травні 2017 року було створено робочу групу, яка підготувала проєкт змін і доповнень до Конституції України в частині Криму.
У березні 2018 року з цього питання відбулася зустріч керівництва Меджлісу з главами дипломатичних місій і акредитованих в Україні міжнародних організацій.

## Ставлення в Україні до автономії кримських татар
За даними опитування, проведеного фондом «Демократичні ініціативи» та Центром Разумкова у 2018 році, показав, що 50 % жителів України підтримують створення Кримськотатарської національної автономії, в той час як тільки 28% респондентів виступають проти такої ідеї. Найбільшу підтримку створення  в Криму кримськотатарської автономії висловлюють жителі Західного регіону (56%) та  Центру (59%), тоді як на Півдні та на Сході цю ідею схвалюють 36–38%.
Серед кандидатів у президенти України (2019 — 2024) в підтримку створення кримськотатарської автономії виступають Петро Порошенко, Анатолій Гриценко, Андрій Садовий, Роман Безсмертний.
Святослав Вакарчук, голова партії Голос, виступає за надання Криму статусу кримськотатарської національної автономії.

## Документи
- Проект Закону про статус кримськотатарського народу в Україні [Архівовано 27 березня 2018 у Wayback Machine.] / Номер, дата реєстрації: 6315 від 07.04.2017 / Включено до порядку денного: 2149-VIII  від 03.10.2017 // Офіційний портал Верховної Ради України
- Проект закону України №6315 от 07.04.2017 [Архівовано 26 березня 2018 у Wayback Machine.], Про статус кримськотатарського народу в Україні // ligazakon.ua